# East Aurora
East Aurora es una villa ubicada en el condado de Erie en el estado estadounidense de Nueva York. En el año 2000 tenía una población de 6 673 habitantes y una densidad poblacional de 1 024,6 personas por km².

## Geografía
East Aurora se encuentra ubicada en las coordenadas 42°46′1″N 78°37′2″O / 42.76694, -78.61722.

## Demografía
Según la Oficina del Censo en 2000 los ingresos medios por hogar en la localidad eran de $49.028, y los ingresos medios por familia eran $59.250. Los hombres tenían unos ingresos medios de $42.969 frente a los $32.111 para las mujeres. La renta per cápita para la localidad era de $22.753. Alrededor del 3,7% de la población estaban por debajo del umbral de pobreza.